# Mannophryne lamarcai
Mannophryne lamarcai är en groddjursart som beskrevs av Abraham Mijares-Urrutia och Arends-R. 1999. Mannophryne lamarcai ingår i släktet Mannophryne och familjen Aromobatidae. IUCN kategoriserar arten globalt som akut hotad. Inga underarter finns listade i Catalogue of Life.